# Ранули
Ранули е древен град, на 5 км северно от съвременния гр. Приморско, област Бургас.
Разположен е на хълма Лъвската глава, над плажа и езерото Аркутино, край река Ропотамо, на километър от нейното устие към Черно море.
На скалистия, обрасъл със зелени дървета връх, наречен днес Лъвската глава, намиращ се над устието на реката, е крепостта, дала началото на този град.
Благоприятният климат и релеф са факторите, обусловили създаването на града на това място.

Редовни археологически проучвания не са провеждани, понеже крепостта се намира в резервата „Ропотамо“. Към момента е проучено светилището на Беглик таш.